# 越南性交易產業

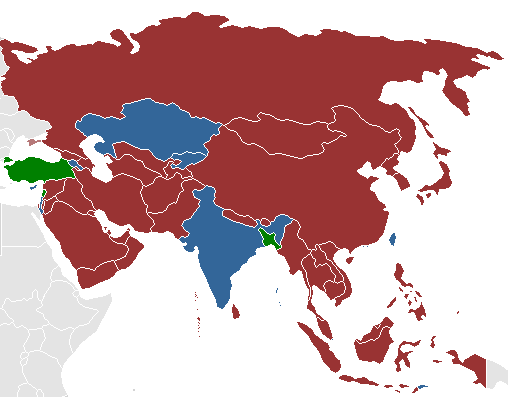
在亚洲各地卖淫的法律。
卖淫合法，受管制。
卖淫（对性换取金钱）合法，但妓院是非法的，卖淫不受监管。
卖淫非法。
没有数据。

在越南，賣淫是非法行業，而且被視為嚴重罪行。根據越南的劳动、伤残和社会事务部（MOLISA）於2013年的估算，當年全國的性交易罪案達71,936宗；而其他機構的估算更高達200,000宗。
根據性工作者组织的报告：执法者普遍會對被捕者凌虐，而且都很貪腐。根據MOLISA报告：在2011年有750名妓女和300名皮条客被捕；同年有251家企业因涉嫌性交易而被吊销了营业执照。由於性工作者擔心在使用健康服務時會被政府拘捕，她們未能有效防範過易過程被感染，從而使愛滋病在性工作者間蔓延，以致民間有聲音要求政府將賣淫「非刑事化」。